# Chimaerosphecia colochelyna
Chimaerosphecia colochelyna is een vlinder uit de familie wespvlinders (Sesiidae), onderfamilie Sesiinae.
Chimaerosphecia colochelyna is voor het eerst wetenschappelijk beschreven door Bryk in 1947. De soort komt voor in het Oriëntaals gebied.